# Пермяк, Евгений Андреевич
Евге́ний Андре́евич Пермя́к (настоящая фамилия Виссов; 18 (31) октября 1902, Воткинск, Вятская губерния — 17 августа 1982, Москва) — русский советский писатель и драматург, журналист, режиссёр, автор сказок и миниатюр. Член Союза писателей СССР (1938). Орг. секретарь «Литературного центра» на Урале (1941—1942). Корреспондент Совинформбюро (1944). Председатель Ревизионной комиссии СП РСФСР (1959—1980).

## Биография
Родился 31 октября 1902 года в пос. Воткинск Вятской губернии, там же прошла большая часть его детства и юности. В Воткинске учился в церковно-приходской школе, прогимназии и гимназии, но последнюю не окончил в связи с Гражданской войной. В 1920 году оказался в Сибири, где служил конторщиком на Купинском мясопункте (с. Купино, Томская губ.), позднее работал пастухом. Был мобилизован в Продармию, где участвовал в мероприятиях по продразвёрстке. В 1923 году демобилизовался и приехал в Пермь. Работал помощником кондитера на кондитерской фабрике И. Д. Либермана «Рекорд». Одновременно публиковал рабселькоровские корреспонденции и стихи в газетах «Звезда» (Пермь), «Красное Прикамье» (Сарапул) под псевдонимом «Мастер Непряхин». Был вторым режиссёром драмкружка в рабочем клубе коммунальников им. Томского (Пермь).
В 1924—1930 годах учился на социально-экономическом отделении педагогического факультета ПГУ. Занимался клубной работой, активно участвовал в организации популярного кружка Живой Театрализованной Газеты (ЖТГ) «Кузница». С 1926 по 1931 год был редактором всесоюзного методического издания (журнала) «Живая Театрализованная газета» (Пермь, Свердловск).
В 1932 году переехал в Москву. В середине 1930-х годов Пермяк обратился к драматургии и в 1935 была издана первая пьеса «Зеленый авангард». В 1937 была написана его самая известная пьеса «Лес шумит», которая была поставлена в более чем пятидесяти советских театрах. В 1938 году Евгений Пермяк был принят в Союз писателей СССР. В 1940-е годы несколько пьес Е. Пермяка были запрещены, и автор решил уйти из драматургии.
Вызывался в НКВД по делу поэта Ивана Приблудного, дал на него показания, Приблудный был расстрелян.
В 1941 году Пермяк переехал с семьёй в Свердловск (эвакуация), где по заданию А. А. Фадеева стал орг. секретарем «Литературного центра» на Урале до 1942, когда он назначен корреспондентом Совинформбюро. В 1944 г. Е. Пермяк вернулся в Москву.
В послевоенное время Е. Пермяк обратился к прозе. В 1946 году он издал свой первый научно-популярный роман «Кем быть», который имел успех и несколько переизданий.
На III съезде писателей РСФСР был избран председателем Ревизионной комиссии СП РСФСР (1959—1980).
Творческая манера Пермяка испытала сильное воздействие «уральских сказов» П. П. Бажова, с которым писатель сотрудничал во время эвакуации в Свердловске.
Роман «Сказка о сером волке» изображает приезд русского эмигранта — американского фермера — в гости к брату, который открывает ему глаза на превосходство колхозной системы. В романе «Счастливое крушение» (1964) Пермяк пытался показать, что физиологическая сторона брака играет при социализме весьма незначительную роль.
В послевоенные годы часто обращался к детской литературе, много издавался как автор сказок и миниатюр популярно-просветительского и нравоучительного характера.

Могила на Ваганьковском кладбище

Умер 17 августа 1982 года. Похоронен на Ваганьковском кладбище (26 уч.).

## Книги
- Кем быть?, 1946
- Герои грядущих дней, 1951
- От костра до котла, 1959
- На все цвета радуги, 1959
- Сказка о сером волке, 1960
- Старая ведьма, 1961
- Азбука нашей жизни. М., 1963, 1972
- Горбатый медведь. В 2-х кн., 1965-67; Переизд. 1968, 1971, 1981, 1988
- Детство Маврика, 1969; Переизд. 1976, 1984, 2006, 2008
- Бабушкины кружева, 1967
- Мой край, 1970
- Последние заморозки, 1972
- Разговор без обиняков, 1977
- Голубые белки, 1978
- Сказка о стране Терра-Ферро, 1959
- Долговекий мастер. О жизни и творчестве Павла Бажова. М., 1978

Романы
- Драгоценное наследство, 1951; 2-е изд., перераб. 1953
- Старая ведьма, 1961; Переизд. 1964
- Последние заморозки, 1964; Переизд. 1969, 1972
- Горбатый медведь, 1965—1967 в 2-х т.; Переизд. 1968, 1981, 1988
- Царство тихой Лутони, 1970; Переизд. 1973
- Сольвинские мемории, 1970
- Яргород, 1973; Переизд. 1975
- Очарование темноты, 1976; Переизд. 1977, 1980

## Экранизации
Фильм 1962 года «Серый волк» по роману «Сказка о сером волке», а также мультфильмы: «Фока – на все руки дока» (1972), «Белая бабочка» (1981), «Золотой гвоздь» (1986).